# Caltanissetta Xirbi–Lercara Diramazione-vasútvonal
A Caltanissetta Xirbi–Lercara Diramazione egy normál nyomtávolság, 3 kV egyenárammal villamosított egyvágányú vasútvonal Olaszországban Caltanissetta és Lercara Diramazione között. A vasútvonal része a Palermo-Catania vasúti összeköttetésnek.